# 651
651 је била проста година.

## Догађаји
- Персијски краљ Јаздегерд III је убијен у млинарској колиби близу Мерва од стране његових следбеника, чиме је окончан персијски отпор арапским освајањима и Сасанидско царство.
- Краљ Клодвиг II од Неустрије и Бургундије жени се Балтилд, за коју се тврди да је англосаксонска аристократкиња продата у ропство у Галији. Била је у власништву Клодовиковог градоначелника палате, Ерхиноалда, који му је даје да би стекао краљевску наклоност.
- Рашидунска војска под Абдулахом ибн Амиром напада Авганистан и заузима главне тврђаве у Хорасану (савремени Иран). Арапи муслимани заузимају градове Балх и Херат, који се мирно предају.
- Амбасада коју води Са`д ибн Аби Вакас стиже у главни град Чанган прекоморске руте. Дочекује их цар Гао Зонг, који наређује оснивање прве кинеске џамије.
- Куран је саставио калиф Осман ибн Афан у његовом модерном облику. Текст постаје модел из којег се праве копије и објављују по урбаним центрима арапског света.
- Отел Дју у Паризу је основао епископ Ландри, постаје прва велика болница у Паризу.